# Wiktor Tychowski
Wiktor Jan Tychowski (ur. 30 sierpnia 1903 we Lwowie, zm. 1973 w Londynie) – polski kompozytor, gitarzysta.
W latach trzydziestych był znanym i modnym gitarzystą. Kierował zespołami muzyków grających na gitarach hawajskich. Występował w Polskim Radiu, rozgłośniach w Warszawie, Poznaniu, Lwowie. Wystąpił jako muzyk w filmach Szpieg w masce, Dwie Joasie.